# Sever do Vouga
Sever do Vouga – miejscowość w Portugalii, leżąca w dystrykcie Aveiro, w regionie Centrum w podregionie Baixo Vouga. Miejscowość jest siedzibą gminy o tej samej nazwie.

## Demografia
| Liczba ludności gminy Sever do Vouga (1801–2011) | Liczba ludności gminy Sever do Vouga (1801–2011) | Liczba ludności gminy Sever do Vouga (1801–2011) | Liczba ludności gminy Sever do Vouga (1801–2011) | Liczba ludności gminy Sever do Vouga (1801–2011) | Liczba ludności gminy Sever do Vouga (1801–2011) | Liczba ludności gminy Sever do Vouga (1801–2011) | Liczba ludności gminy Sever do Vouga (1801–2011) | Liczba ludności gminy Sever do Vouga (1801–2011) | Liczba ludności gminy Sever do Vouga (1801–2011) |
| ------------------------------------------------ | ------------------------------------------------ | ------------------------------------------------ | ------------------------------------------------ | ------------------------------------------------ | ------------------------------------------------ | ------------------------------------------------ | ------------------------------------------------ | ------------------------------------------------ | ------------------------------------------------ |
| 1801                                             | 1849                                             | 1900                                             | 1930                                             | 1960                                             | 1981                                             | 1991                                             | 2001                                             | 2004                                             | 2011                                             |
| 4454                                             | 6394                                             | 9002                                             | 12 038                                           | 14 077                                           | 13 783                                           | 13 826                                           | 13 186                                           | 12 940                                           | 12 356                                           |

## Sołectwa
Sołectwa gminy Sever do Vouga (ludność wg stanu na 2011 r.):
- Cedrim – 834 osoby
- Couto de Esteves – 890 osób
- Dornelas – 726 osób
- Paradela – 720 osób
- Pessegueiro do Vouga – 1852 osoby
- Rocas do Vouga – 1778 osób
- Sever do Vouga – 2777 osób
- Silva Escura – 1592 osoby
- Talhadas – 1187 osób